# 哈根函授大学
哈根函授大学是德国唯一的国立远程教育大学，总部坐落在德国北莱茵-威斯特法伦州哈根。自1974年成立以来，该大学为德国内外的大学生提供远程高等教育，也是普通公众接受高等教育体系的组成部分。毕业学生可以被授予与普通大学相同的学士或硕士（Master或Diplom）或博士学位。
哈根函授大学2022年冬季学期有注册学生69,982人。以学生数量计，是北莱茵-威斯特法伦州最大的和德国第二大的大学。